# Harka (film)
Pour les articles homonymes, voir Harka.
Pour plus de détails, voir Fiche technique et Distribution.
Harka est un film franco-tunisien-luxembourgeois-belge-allemand-américain écrit et réalisé par Lotfy Nathan et sorti en 2022. Le film est inspiré de l'auto-immolation de Mohamed Bouazizi qui déclenche la révolution tunisienne et le printemps arabe entre 2010 et 2011.
Il est présenté en avant-première dans la section Un certain regard du Festival de Cannes 2022, au terme duquel Adam Bessa remporte le prix de la meilleure performance.

## Synopsis
Ali, un jeune homme d'une vingtaine d'années vivant en Tunisie, gagne sa vie précaire en vendant de l'essence de contrebande dans les rues. Il rêve d'une vie meilleure pour lui-même, mais ses responsabilités domestiques s'intensifient lorsque la mort soudaine de son père le laisse responsable de ses deux jeunes sœurs. Alors que la famille fait face à une expulsion imminente, Ali cherche un travail et une vie plus stable. Dans une société en proie à la corruption, cependant, seules des opportunités illicites se présentent et Ali est confronté à une décision sur laquelle il n'y a peut-être pas de retour en arrière. Harka emmène le spectateur dans les rues de Sidi Bouzid, berceau du printemps arabe, et nous plonge dans la vie d'une famille pour qui les chances et les choix s'épuisent.

## Fiche technique
Sauf indication contraire, les informations mentionnées dans cette section peuvent être confirmées par la base de données cinématographiques IMDb,  présente dans la section « Liens externes ».
- Titre original : Harka
- Réalisation et scénario : Lotfy Nathan
- Musique : Eli Keszler
- Photographie : Maximilian Pittner
- Montage : Thomas Niles, Sophie Corra
- Production : Habib Attia, Maurice Fadida, Fabian Gasmia, Alex Hughes, Eugene Kotlyarenko, Riccardo Maddalosso, Tariq Merhab, Lotfy Nathan, Benoit Roland, Nicole Romano, Donato Rotunno, Julie Viez
- Sociétés de production : Cinenovo (France), Tarantula (Luxembourg), Wrong Men / Wrong Men North (Belgique), Detailfilm (Allemagne), Cinétéléfilms (Tunisie), Kodiak Pictures (États-Unis), Beachside Films (États-Unis), Anonymous Content (États-Unis), Spacemaker (États-Unis)[4]
- Sociétés de distribution : Dulac Distribution (France)
- Pays de production :  France[1],  Tunisie[1],  Luxembourg[1],  Belgique[1],  Allemagne[4],  États-Unis[4]
- Langue originale : arabe[1]
- Format : couleur
- Genre : drame[5]
- Durée : 87 minutes[1]
- Dates de sortie[6] :
  - France : 19 mai 2022 (Festival de Cannes 2022) ; 2 novembre 2022 (sortie nationale)
  - Luxembourg : 11 janvier 2023[2]

## Distribution
- Adam Bessa : Ali Hamdi
- Najib Allagui : Omar
- Salima Maatoug : Alyssa Hamdi
- Ikbal Harbi : Sarra Hamdi
- Khaled Brahem : Skander Hamdi

## Production

### Genèse et développement
En juillet 2021, il est annoncé qu'Adam Bessa rejoint le casting du film, avec Lotfy Nathan à la réalisation à partir d'un scénario qu'il avait écrit. Harka est son premier long métrage en tant que réalisateur. Le scénario est inspiré par l'auto-immolation de Mohamed Bouazizi qui déclenche la révolution tunisienne et le printemps arabe entre 2010 et 2011. Le titre Harka, qui se traduit par « brûler », est un argot tunisien désignant un migrant qui traverse illégalement la mer Méditerranée en bateau

### Tournage
Le film est tourné à Tunis et à Sidi Bouzid pendant la pandémie de Covid-19. Il n'y a pas de confinement officiel en Tunisie à l'époque, mais, quelques semaines après le début du tournage, une crise politique voit le président Kaïs Saïed démettre le gouvernement, provoquant des manifestations de rue. Les acteurs et l'équipe sont pris dans une manifestation alors qu'ils tournent dans une gare routière. Cinétéléfilms veille à ce que tout le monde reste en sécurité. Le réalisateur Lotfy Nathan vient d'un milieu documentaire et incorpore des éléments de ce qui se passe dans la rue dans Harka. Il place même des non-professionnels dans certains des rôles clés.
Harka est le premier long métrage à être tourné à Sidi Bouzid, là où la révolution tunisienne a commencé.

## Accueil

### Accueil critique
Le site américain Rotten Tomatoes propose un score de 100 % et une note moyenne de 10⁄10 à partir de l'interprétation de six titres de presse. En France, le site Allociné propose une moyenne de 4⁄5, après avoir recensé 24 critiques de presse.

### Box-office
Pour son premier jour d'exploitation en France, Harka réalise 2 417 d'entrées dans 42 salles et prend la quatrième place au box-office des nouveautés.
| Pays ou région | Box-office     | Date d'arrêt du box-office | Nombre de semaines |
| -------------- | -------------- | -------------------------- | ------------------ |
| France         | 14 970 entrées |                            | 6                  |
| Total mondial  | -              | -                          | -                  |

## Distinctions

### Récompenses
- Festival de Cannes 2022 : prix de la meilleure performance dans la sélection Un certain regard pour Adam Bessa[13].
- Festival international du film de Saint-Jean-de-Luz 2022 : prix d'interprétation masculine pour Adam Bessa[14].
- Festival international du film de la Mer Rouge 2022 :
  - Prix Yusr du meilleur réalisateur pour Lotfy Nathan[15].
  - Prix du meilleur acteur pour Adam Bessa[15].

### Nominations et sélections
- Festival de Cannes 2022 : sélection Un certain regard[16].
- War on Screen 2022 : sélection officielle[17].
- Festival international du film de São Paulo 2022 : sélection « Nouveaux réalisateurs »[18].
- Festival international du film de la Mer Rouge 2022 : sélection officielle, meilleur film pour Lotfy Nathan[19].
- Prix Lumières de la presse internationale 2023 :
  - Meilleur premier film pour Lotfy Nathan[20].
  - Révélation masculine pour Adam Bessa[20].
- Paris Film Critics Association 2023 : meilleure révélation masculine pour Adam Bessa[21].